# Pampusana jobiensis
La paloma perdiz pechiblanca, paloma perdiz pecho blanco o paloma perdiz de pecho blanco (Pampusana jobiensis) es una especie de ave columbiforme de la familia Columbidae propia de la Melanesia.

## Distribución y hábitat

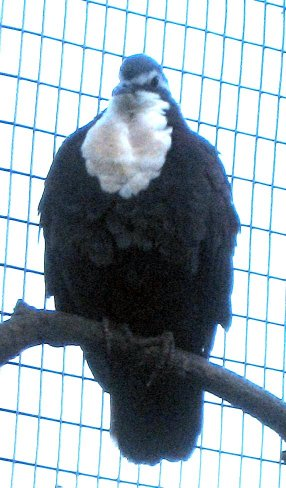
En el zoo Taronga, Sídney.

La paloma perdiz pechiblanca se encuentra en Nueva Guinea e islas circundantes, como las islas del archipiélago Bismarck, las islas de Entrecasteaux, Yapen y las islas Salomón. Su hábitat natural son los bosques tropicales húmedos.